# چون میونگ هون
چون میونگ هون (کره‌ای: 천명훈؛ زادهٔ ۶ آوریل ۱۹۷۸) خواننده، رپر و بازیگر اهل کره جنوبی است. او یکی از اعضای گروه پسرانه ان‌آرجی بود. او نخستین تک‌آهنگ خود را با عنوان «به جنگل خوش آمدی» در ۱۹ اکتبر ۲۰۱۲ منتشر کرد. او همچنین به عنوان عضو ثابت چندین برنامه تلویزیونی از جمله گرل اسپیریت و طعم عشق شناخته می‌شود.